# 田中忠治
田中 忠治（たなか ただはる、1942年1月26日 - ）は、山口県防府市出身の元プロレスラー。リングネームの名付け親は豊登で、国定忠治をイメージしたものである。

## 来歴
1957年、中学卒業と同時に上京し、力道山邸に内弟子として住み込む。
その後、豊登の付き人として終始一緒に行動し、1965年末に豊登が日本プロレス社長の座を追われた際も、行動を共にして東京プロレス旗揚げに参加。団体崩壊後も一緒に1968年1月、国際プロレスに入団。
1969年2月、マイク・マリノを破り、IWAミッド・ヘビー級選手権の初代王者となる。1970年に豊登が引退した後も国際プロレスに残留し、同王座防衛を重ねるが1971年3月、海外遠征出発時に同王座を返上。スペイン、ドイツ、フランスや南アフリカを転戦し翌年6月に凱旋帰国。1973年3月5日には山口市にて、ホセ・クィンテロと初の金網デスマッチを行っている。
力道山の薫陶を受けた15年のキャリア（当時の国際プロレスでは最古参）と、欧州で磨きをかけた技術を買われたことなどから、プレーイング・コーチに任命されるが、若手の台頭もあって徐々に表舞台から身を引く形となる。また1975年頃から肝臓疾患に苦しみ、1977年9月、シリーズ開幕前に「体力の限界」を理由として退団を申し入れ、現役引退した。

## エピソード
- 力道山存命の頃に豊登が失踪事件を起こした際も、一緒に姿をくらました。当時のことを書いた実録小説などでは、豊登の失踪を聞いた力道山は激怒したり悲しんだりしたとされたが、田中も一緒と聞いて思わず苦笑してしまった、と描写されている。
- キャリアは長いものの地味でブレイクしなかった選手に「隠れた実力派」「技巧派のベテラン」などとプロレスマスコミが冠することがよくあったが、同期扱いをされたミツ・ヒライと共に早くからその称号を頂戴していた。
- 引退時の国際プロレスの発表では、「故郷防府市にUターンし、第二の人生を始めた」とされた。日プロの後輩であるグレート小鹿（大日本プロレス社長）によると「俺が全日本プロレスにいて、防府で試合を行った時に会場を訪ねてくれた」という[2]。だが田中自身は力道山OB会に参加しておらず、プロレス関係者と連絡を取った形跡もないことから2023年現在、田中の消息がつかめない状況となっている。

## 得意技
- 回転エビ固め
- ドロップキック